# Nueva Versión Internacional
La Nueva Versión Internacional (NVI) es una traducción evangélica en español y portugués de la Biblia. Esta versión está traducida directamente de fuentes en hebreo, arameo y griego. (Es lo mismo que NIV, solo que en Español).

## Base textual
La base de manuscritos para el Antiguo Testamento fue el Texto Hebreo Masorético de la Biblia Hebraica Stuttgartensia. Otros textos antiguos consultados fueron los Manuscritos del Mar Muerto, el Pentateuco Samaritano, Aquila, Símaco y Teodoción, la Vulgata Latina, la Peshitta Siriaca, el Targum Arameo, y para los Salmos, los Juxta Hebraica de Jerónimo. La base de manuscritos para el Nuevo Testamento fue la edición en Griego Koiné de las Sociedades Bíblicas Unidas y de Nestle-Aland. Los libros deuterocanónicos no están incluidos en la traducción.

## Edición en inglés
La Nueva Versión Internacional tiene su origen en un proyecto de traducción moderno de la Asociación Nacional de Evangélicos de los EE. UU. en 1957. En 1967, Bíblica asumió la responsabilidad del proyecto y contrató a un equipo de 15 expertos  de varias denominaciones cristianas evangélicas y de varios países para la traducción de los manuscritos más antiguos. El Nuevo Testamento fue publicado en 1973 por Zondervan en los Estados Unidos, y la Biblia completa en 1978.La Nueva Versión Internacional es una de las versiones más difundidas de la Biblia, se han vendido más de 450 millones de copias solamente de su traducción al inglés.

## Ediciones en otros idiomas
En 1979 se publicó el Nuevo Testamento de la NVI en español, traducido del Inglés. 
En 1999 el comité de traducción de la Biblia encabezado por los doctores René Padilla y Luciano Jaramillo llevó a cabo una traducción de ambos testamentos directamente desde los manuscritos históricos al español, evitando completamente el inglés, y produjo la Biblia completa en español NVI, seguida de una traducción al portugués en 2001.Se han publicado ediciones bilingües y triligues de la Biblia NVI. 
En 2022, la Nueva Versión Internacional Texto Revisado fue publicada, buscando una mejor fluidez del lenguaje, siendo menos literal y cambiando algunos versículos para favoreces su exégesis protestante. 